# Kálmán I d'Hongria
Kálmán I d'Hongria (o també Coloman; en hongarés: I. Kálmán) (vers 1070 - 3 de febrer de 1116) va ser rei d'Hongria des del 1095 fins a la seva mort. Succeí el seu oncle Ladislau I, però tot i ser el fill gran el seu regnat va ser disputat pel seu germà petit el duc Álmos. Va ser un rei culte, conegut com "el bibliòfil" (Könyves). Va conquerir Croàcia el 1102.

## Biografia

### Ascens al tron
Coloman era el fill gran del rei Géza I d'Hongria. Quan el seu pare va morir el 25 d'abril de 1077 ascendí al tron el seu oncle Ladislau I, d'acord amb el costum magiar que donava preferència al familiar més gran en la línia successòria. Kálmán i el seu germà petit Álmos foren educats a la cort reial.
El rei Ladislau preferia a Álmos com a successor, i pretenia que Kálmán s'ordenès bisbe. Per aquest motiu Kálman va ser rebre una educació molt bona, i adquirí el coneixement que el distingiria de la resta de reis de l'època i li guanyaria l'apel·latiu "el bibliòfil".

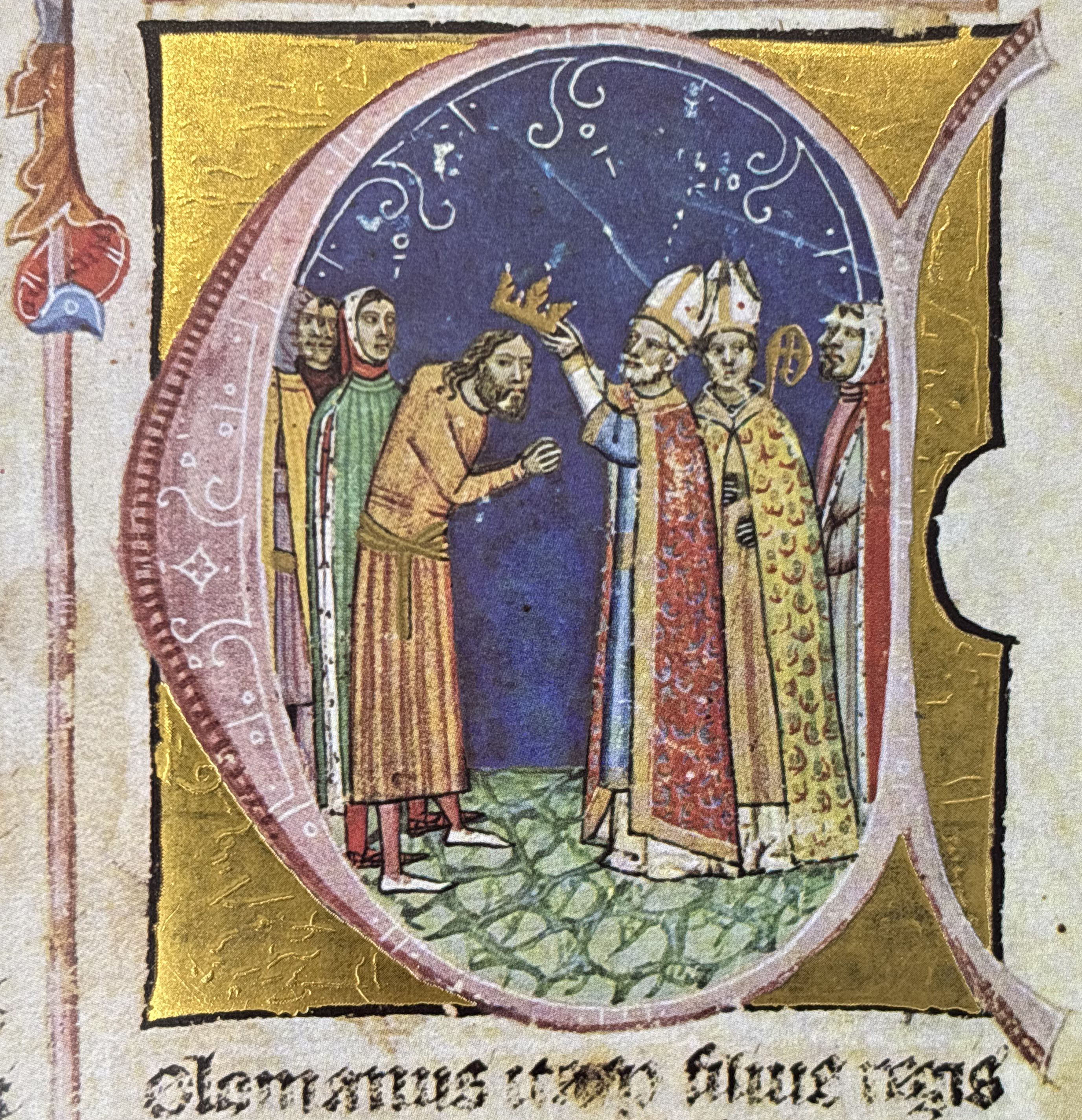
Miniatura representant la coronació de Kálmán al Chronicon Pictum.

Però Kólmán no volia seguir la carrera religiosa i quan el 1095 el rei Ladislau va nomenar oficialment a Álmos com a hereu, Kálmán va marxar a Polònia. Poc després tornava a acompanyar d'un exèrcit polonès que li havia proporcionat el duc Ladislau I Herman, i la seva arribada coïncidí amb la mort del rei Ladislau el 29 de juny de 1095. Kálmán va arribar a un acord amb el seu germà pel qual Álmos el reconeixia com a rei a canvi del govern com a duc sobre Tercia pars Regni (un terç del regne). Kólmán fou coronat a principis del 1096.

### Política exterior
Poc després de la seva coronació va haver d'afrontar els problemes causats pels exèrcits croats que travessaven el seu regne. Els exèrcits de Pere l'Ermità van ocupar la fortalesa de Zimonyes, les tropes dels l'alemanys Folkmar i Gottschalk van saquejar el comtat de Nyitra i la regió de Transdanúbia respectivament. Kálmán prohibí l'entrada de nous exèrcits. El 20 de setembre de 1096 va permetre el pas als homes del duc Jofré de Bouillon, a canvi que el seu germà Balduí (futur rei de Jersualem) quedés com a ostatge durant tot el seu pas a través d'Hongria.
Kálmán va canviar la política d'aliances hongaresa: així com els seus predecessors havien buscat el suport del Sacre Imperi Romanogermànic, ell va intentar tenir bones relacions amb la Santa Seu. La primavera del 1097 es va casar la filla del comte Roger I de Sicília, un aliat del Papa.
Poc després Kálmán va guiar els seus exèrcits contra Petar Svačić, que acabava de ser proclamat rei de Croàcia, i va deposar-lo. El regne de Croàcia i els territoris a Dalmàcia que foren conquerits a Venècia van ser absorbits pel regne d'Hongria.

### Afers interns
La cort de Kálmán va ser un centre cultural destacat, on s'aplegaven els pensadors i literats de l'època. Durant el seu regne es van escriure la Vida de Sant Esteve del bisbe Hartvik, una crònica d'Hongria, o una de les Llegendes de Sant Gellért (Sant Gerard Sagredo)

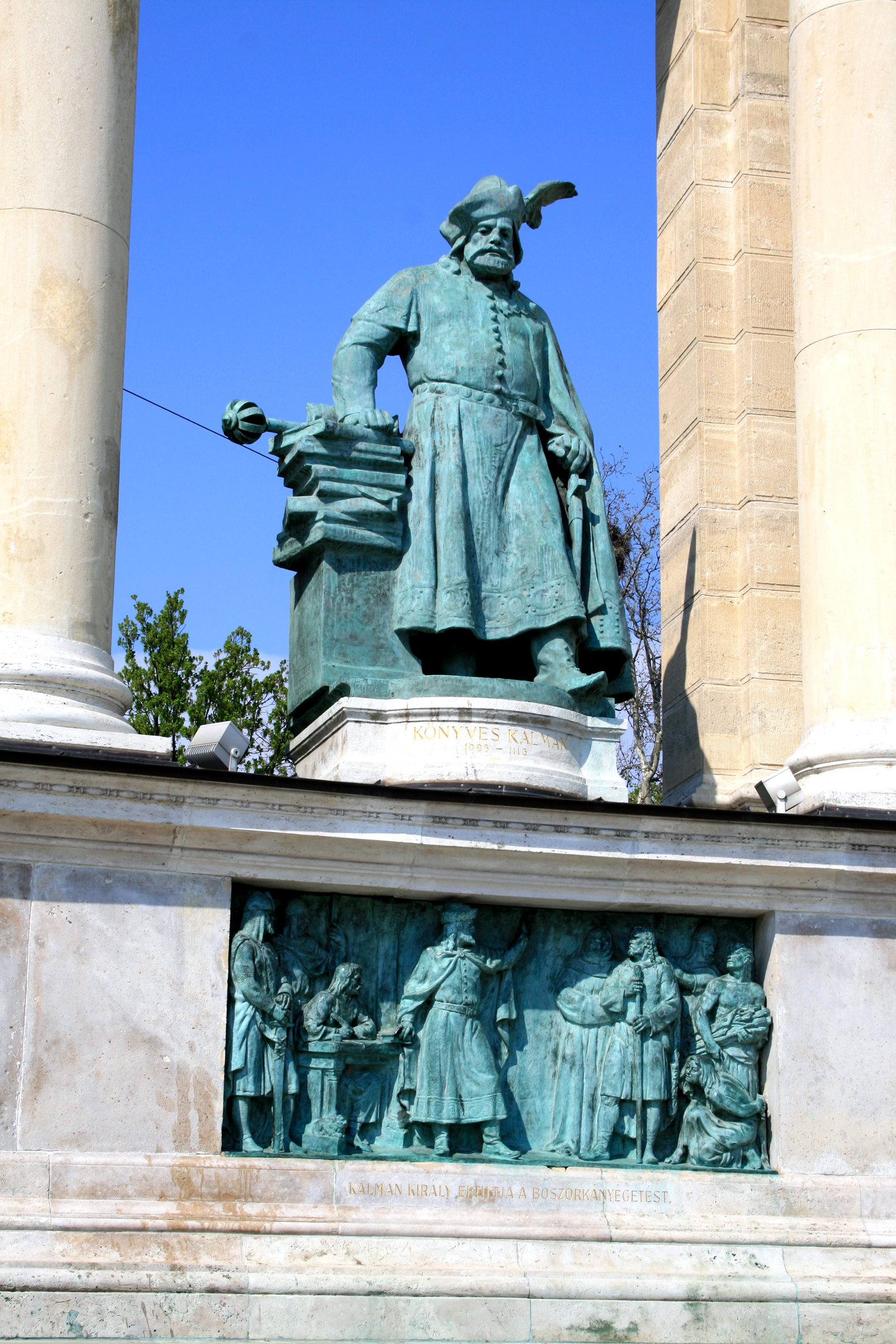
Estàtua de Kálmán a la Plaça dels Herois de Budapest.

Va revisar les lleis dels monarques anteriors, i en va emetre moltes de noves. EN general moltes de les noves lleis reduïen la severitat dels càstigs imposats a les lleis emeses per Ladislau I. Tot i que encara contenien articles contra jueus i musulmans, algunes s'avançaven remarcablement als seus temps. Sobre la bruixeria escrigué: De strigis vero quae non sunt, nulla amplius quaestio fiat (no existeix tal cosa i, per tant, no cal cap més investigació)
Mentre Kálmán es trobava en campanya a Croàcia, el seu germà Álmos de Nitra es va revoltar contra seu a Hongria. Els barons, però, van voler evitar de desestabilitzar el regne i el van obligar a mantenir la seva posició de Duc. Quan Kalmán va designar el seu fill com a hereu el 1105 el duc Álmos va anar a cercar l'ajut de l'emperador Enric IV, però aquest es trobava ocupat fent front a la rebel·lió del seu propi fill, el futur emperador Enric V. Incapaç d'obtenir suports, Álmos es va veure obligat a tornar a Hongria i acceptar el govern del seu germà.
Álmos encara va intentar revoltar-se un tercer cop, quan va buscar l'assistència del duc Boleslau III de Polònia per la seva causa. Kálmán va enviar ambaixadors a Boleslau i obtingué una victòria diplomàtica en aconseguir que s'aliés amb ell per oposar-se al Sacre Imperi. Álmos va haver de tornar altre cop a Hongria i demanar perdó al rei.
L'any 1108, aprofitant que Álmos es trobava de pelegrinatge a Terra Santa, Kálmán va envair el ducat d'Álmos i el va incorporar als dominis reials. Álmos es va haver de refugiar a la cort de l'emperador Enric V, que va accedir a atacar Hongria. Però mentrestant el nou aliat de Kálmán, el duc Boleslau de Polònia, va atacar Bohèmia. El novembre l'emperador i Kálmán van arribar a un acord de pau, i a Álmos se li permeté tornar a la cort però mai va recuperar el ducat.
L'any 1115, quan Kálmán emmalaltí i sentí que tenia la mort a prop, va ordenar que deixessin cecs a Álmós i el seu fill Béla per assegurar l'herència del seu fill Esteve.

## Família

### Avantpassats
|  |                               |  |  |  |  |  |  |  |  |  |  |  |  |  |  |  |
|  | 16. Mihály                    |  |  |  |  |  |  |  |  |  |  |  |  |  |  |  |
|  |                               |  |  |  |  |  |  |  |  |  |  |  |  |  |  |  |
|  |                               |  |  |  |  |  |  |  |  |  |  |  |  |  |  |  |
|  | 8. Vazul                      |  |  |  |  |  |  |  |  |  |  |  |  |  |  |  |
|  |                               |  |  |  |  |  |  |  |  |  |  |  |  |  |  |  |
|  |                               |  |  |  |  |  |  |  |  |  |  |  |  |  |  |  |
|  | 4. Béla I d'Hongria           |  |  |  |  |  |  |  |  |  |  |  |  |  |  |  |
|  |                               |  |  |  |  |  |  |  |  |  |  |  |  |  |  |  |
|  |                               |  |  |  |  |  |  |  |  |  |  |  |  |  |  |  |
|  | 2. Géza I d'Hongria           |  |  |  |  |  |  |  |  |  |  |  |  |  |  |  |
|  |                               |  |  |  |  |  |  |  |  |  |  |  |  |  |  |  |
|  |                               |  |  |  |  |  |  |  |  |  |  |  |  |  |  |  |
|  | 20. Boleslau I de Polònia     |  |  |  |  |  |  |  |  |  |  |  |  |  |  |  |
|  |                               |  |  |  |  |  |  |  |  |  |  |  |  |  |  |  |
|  |                               |  |  |  |  |  |  |  |  |  |  |  |  |  |  |  |
|  | 10. Mieszko II de Polònia     |  |  |  |  |  |  |  |  |  |  |  |  |  |  |  |
|  |                               |  |  |  |  |  |  |  |  |  |  |  |  |  |  |  |
|  |                               |  |  |  |  |  |  |  |  |  |  |  |  |  |  |  |
|  | 5. Adelaida (Rixa) de Polònia |  |  |  |  |  |  |  |  |  |  |  |  |  |  |  |
|  |                               |  |  |  |  |  |  |  |  |  |  |  |  |  |  |  |
|  |                               |  |  |  |  |  |  |  |  |  |  |  |  |  |  |  |
|  | 11. Richeza de Lotaríngia     |  |  |  |  |  |  |  |  |  |  |  |  |  |  |  |
|  |                               |  |  |  |  |  |  |  |  |  |  |  |  |  |  |  |
|  |                               |  |  |  |  |  |  |  |  |  |  |  |  |  |  |  |
|  | 1. Kálmán I d'Hongria         |  |  |  |  |  |  |  |  |  |  |  |  |  |  |  |
|  |                               |  |  |  |  |  |  |  |  |  |  |  |  |  |  |  |
|  |                               |  |  |  |  |  |  |  |  |  |  |  |  |  |  |  |
|  | 3. Sofia                      |  |  |  |  |  |  |  |  |  |  |  |  |  |  |  |
|  |                               |  |  |  |  |  |  |  |  |  |  |  |  |  |  |  |
|  |                               |  |  |  |  |  |  |  |  |  |  |  |  |  |  |  |

### Núpcies i descendència
El 1097 es casà en primeres núpcies amb Felícia de Sicília (vers 1078-1102), anomenada Busila a Hongria, filla de Roger I de Sicília. Tingueren tres fills:
- Esteve II (1102-1131), futur Esteve II d'Hongria.
- Ladislau (1101-1112)
- Sofia

Dos anys després de la mort de Felícia es casà en segones núpcies amb Eufèmia de Kíev, filla del Gran Príncep Vladimir II. Però pocs mesos després de les noces es descobrí a Eufèmia comentent adulteri i se la va retornar immediatament al seu pare. Ja a Kíev, l'any 1112, Eufèmia donà a llum a un infant de nom Boris, però Kálmán va negar-se a reconèixer el nen.